# Жалтырша (село)
Жалтырша (каз. Жалтырша) — упразднённое село в Жамбылском районе Северо-Казахстанской области Казахстана. Входило в состав Майбалыкского сельского округа. Код КАТО — 594649300 Ликвидировано в 2013 г.

## География
Расположено около озера Ширинмал.

## Население
В 1999 году население села составляло 72 человека (35 мужчин и 37 женщин). По данным переписи 2009 года, в селе проживало 45 человек (19 мужчин и 26 женщин).